# Biocapacidade
Biocapacidade ou capacidade biológica é a habilidade de continuar a produzir os recursos naturais que são consumidos pela população de um local, e também absorver os resíduos (lixo) gerados pelas pessoas. Diz respeito à capacidade de uma determinada área, biologicamente produtiva e gerar uma oferta contínua de recursos renováveis e de absorver os seus resíduos. É também um indicador relacionado com a capacidade regenerativa do planeta para satisfazer as necessidades da humanidade.
A biocapacidade abrange: 
- Terras cultiváveis para a produção de alimentos, fibras, biocombustíveis;
- Pastagens para produtos de origem animal, como carne, leite, couro e lã;
- Áreas de pesca costeiras e continentais;
- Florestas, que tanto fornecem madeira como podem absorver CO2;
- Áreas urbanizadas, que ocupam solos agrícolas;
- Hidroeletricidade, que ocupam área com seus reservatórios.

A biocapacidade leva em consideração a área de terra disponível e a sua produtividade, medida a partir das culturas ou árvores inseridas em cada hectare. 
As lavouras de países de clima seco ou frio, por exemplo, podem ser menos produtivas do que as lavouras de países de clima quente ou úmido. Se a terra e o mar de uma nação são altamente produtivos, a biocapacidade do país pode incluir mais hectares globais do que a quantidade efetiva de hectares terrestres. Da mesma forma, o aumento da produtividade das culturas pode elevar a biocapacidade. As áreas e terras utilizadas para culturas de maior prevalência (por exemplo: cereais) têm-se mantido relativamente constante desde 1961, ao passo que a produtividade por hectare mais que dobrou.
A biocapacidade é a medida com a qual a Pegada Ecológica é comparada diretamente. A biocapacidade também é utilizada por outras espécies que usam os recursos naturais disponíveis para o consumo. Desta maneira, é importante que os serviços prestados pelos ecossistemas naturais sejam compartilhados com os outros seres vivos do planeta. 